# チャールズ・コルソン

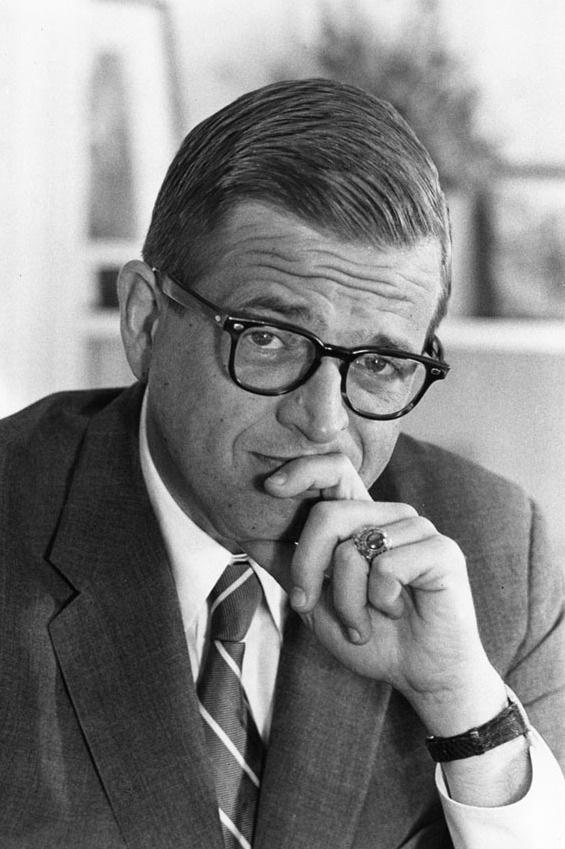

“チャック”チャールズ・ウェンデル・コルソン（Charles "Chuck" Wendell Colson, 1931年10月16日 - 2012年4月21日）は、アメリカ合衆国のキリスト教右派指導者・キリスト教伝道者・評論家・作家。
1969年から1973年までリチャード・ニクソン大統領の特別補佐官を務め、ウォーターゲート事件を発端とする一連の事件で有罪となり収監されたことで知られる。1974年にウォーターゲート事件への関与により大陪審に起訴された7人の大統領側近（いわゆる Watergate Seven =「ウォーターゲートの七人」）の一人であり、事件に直接関わる不法侵入や隠蔽工作では有罪を免れたものの、他の審理に関する司法妨害で有罪を認めた。1973年にキリスト教に回心した後、1から3年の実刑判決（不定刑期）を受けアラバマ州マクスウェル刑務所に7か月間服役した。
後半生は刑務所の処遇や法制度を運動対象とした非営利の教役者組織プリズン・フェローシップ (Prison Fellowship) の設立とその活動に捧げられた。講演や作家活動のほか同団体のキリスト教世界観を広めるメディアとしてウィルバーフォース・フォーラム (Wilberforce Forum) を創設して代表を務め、自身のラジオ番組 "Breakpoint Commentary" を放送した。またプリズン・フェローシップはジャスティス・フェローシップ (Justice Fellowship) を窓口に司法改革に関する働きかけも実施した。
15の名誉博士号を持ち、1993年には宗教関連で活躍した人物に贈られるテンプルトン賞を授与されている。同賞は高額の賞金で知られるが、コルソンは自身の活動報酬と同様、これをプリズン・フェローシップの資金とした。

## 青少年時代からホワイトハウス入りまで
早くに父（チャールズの祖父）を亡くし、働きつつ夜間学校に通っていた父ウェンデル・コルソン (Wendell Ball Colson) と、奔放で浪費癖のある母イネス (Inez Ducrow Colson) の間の一人息子として生まれる

。当時家庭はボストン北部の貧しい地域にあったが、父ウェンデルは大恐慌の期間も安定した職を得ていたためコルソン家の家計は安泰だった。ウェンデル・コルソンは結婚後も夜学に通い、12年間の学習を経て法曹および会計士の資格を取得している

。
教育を重視した両親は転居などでいくつかの学校を経た後、1942年からはケンブリッジの有名私立校ブラウン・アンド・ニコルズ (Buckingham Browne & Nichols) にチャールズを通わせることを決定

。第二次世界大戦中であったこの年、11歳のコルソンはアメリカ陸軍にジープ購入資金を送るための募金キャンペーンを組織し地元紙に取り上げられている

。
コルソンはこのころから夏期のアルバイトをして学費の家計への負担を助けていたと回想しているが

、両親は高額の学費を払いつつ、学年の進んだチャールズに自動車を与えることなどもあった

。学校では弁論や学校新聞の編集で高い評価を得、後者では広告掲載などにより1946年から1947年の学年でそれまでの三倍となる 1,500 ドルの収益を上げるなど才を見せた

。また1948年には当時のマサチューセッツ州知事ロバート・ブラッドフォード (Robert F. Bradford) 再選キャンペーンに参加した。
ブラウン・アンド・ニコルズ卒業の1949年にはハーバード大学の奨学金を得て同学に進むか、海軍予備役将校課程の奨学金を得てブラウン大学へ進学するかを奨学金の条件や学校環境などから検討し、父親が体調不良により水産会社副社長の職を失ったことなどもあり、より有利で信条に沿った判断として後者の道を選択した

。1953年に学士（優等）を取得、1959年にジョージ・ワシントン大学において法学博士（優等）を取得。また1953年から1955年にかけては海兵隊で兵役に就き大尉まで昇進、引き続き1956年にかけて海軍次官補補佐官 (Assistant to the Assistant Secretary of the Navy) を務めた。
1960年のマサチューセッツ州選出共和党員レヴェレット・サルトンストール (Leverett Saltonstall) の連邦上院選挙運動で活動し（成功裡に終わる）、1956年から1961年までは同議員の行政補佐官を務めている。1961年には法律事務所コルソン・アンド・モリン (Colson & Morin) を開設。事務所は前の証券取引委員会委員長エドワード・ガズビー (Edward Gadsby) および軍需企業レイセオン社の前の法律顧問ポール・ハンナ (Paul Hannah) の参加によりボストンおよびワシントンD.C.で急速に成長、1967年には名称をガズビー・アンド・ハンナ (Gadsby & Hannah) と改めている。コルソンは1969年1月、ホワイトハウスのリチャード・ニクソンへ合流するために事務所を離れた。
1953年に結婚し三児をもうけるも、コルソンは政治と仕事にのめりこみ家庭を顧みず

、過度の飲酒や職場の同僚との不倫によって結婚生活は破綻し

、別居を経て1964年に離婚、同年に不倫相手であったアイルランド系カトリックの女性と再婚した

。このときコルソンは離婚がカトリック信仰と相容れないことを知り、カトリック式ではない簡略な式を挙げた

。後年には結婚に問題を抱える者に対し離婚の回避を強く訴えるようになっている

。

## ニクソン政権時代
1968年、大統領候補であったリチャード・ニクソンの重要事項委員会 (Key Issues Committee) の顧問を務めた後

、1969年11月6日に新大統領ニクソンの特別顧問 (Special Counsel to the President,White House Office of Public Engagement and Intergovernmental Affairs) に任じられた

。職務はホワイトハウスの政策決定プロセスに有力な利益団体を招き、様々な論点に関して彼らの支持を取り付けることであった。コルソンのオフィスは大統領の渉外部として機能し、労働組合・退役軍人・農家・資源保護論者・産業組織・市民組織など、政権に同調するほとんどあらゆるロビー団体との交渉を行なう場となり、コルソンは大統領との会見や情報提供を行なうことでホワイトハウスの窓口を拡大していった

。こうした渉外活動に加え、コルソンは特定の問題に関する法的な論点の指摘や、大統領の職務についての助言、招待客リストの提案など大統領の命により様々な任務を行なっている。この中には弾道弾迎撃ミサイル配備、ヴェトナム化 (Vietnamization, Role_of_United_States_in_the_Vietnam_Warを参照) 計画、所得再分配案など政権の重要事項に関するロビー活動も含まれていた

。中流階級下層という出身やきつい労働に従事した境遇を持つ

コルソンとニクソンは権力の中枢にありながらもエリートを嫌悪しており、東海岸のリベラルな空気にも馴染めず、こうした互いに通ずる点のあった二人はほとんど父子のような強い紐帯で結ばれることとなる

。
コルソンはニクソン大統領の「刺客」("hatchet man") として知られるようになり、『スレート』誌 (Slate magazine) の記者デイヴィッド・プロッツ (David Plotz) は彼を「ニクソン配下の難し屋で、邪悪な政権の『悪魔的天才』」であったと評している

。コルソンは自身について「職務の遂行に関しては無慈悲になろうとしていた」ため、「大統領にとって価値ある存在」であったと自ら記している

。しかしながらこうした評価も、『ローリング・ストーン』誌の記者ハンター・トンプソン (Hunter S. Thompson) の文章に描写されたコルソンの姿などと比較すると上品なものである。コルソンは、1971年のニクソンの主要な政治的対立者を列挙したメモを作成しており、これは後にいわゆるニクソンの政敵リストとして知られるようになるものである。またコルソンは「必要とあらば自分の祖母さえ踏みつけるであろう」と言われ、これは「コルソンはニクソンを再選させるためならば、自分の祖母さえ踏み付けにするであろう」というものへと変化してゆく

。またデイヴィッド・プロッツによれば、コルソンは反戦デモを抑え込むために全米トラック運転手組合（チームスターズ）の暴力集団を雇おうとしており

、さらにブルッキングス研究所を焼き討ちにし、消火活動に紛れて重要資料を盗み出すことを提案している

。
2004年の映画 Going Upriver では、コルソンがこの時期、1969年4月にジョン・ケリーの反戦運動を批判する際の肉声を聞くことができる。この時のコルソンの要求は「若いデマゴーグが新たなラルフ・ネーダーになる前に討つ」ことであった

。また1971年4月28日の大統領ニクソンとの電話では、コルソンは「このケリーという輩は全くのペテン師だと判明しております」("This fellow Kerry [...] He turns out to be really quite a phony") などの発言が記録されている

。

### ウォーターゲート事件への関与
コルソンも参加した大統領再選委員会は1971年3月21日、民主党に対する「諜報活動」に250,000ドルを投入することを決定。コルソンとジョン・アーリックマンはエドワード・ハワード・ハントをいわゆる「鉛管工」(White House Plumbers) と呼ばれる特別調査ユニットに推薦。「鉛管工」は本来ニクソン政権の情報漏洩に対処するために組織された秘密工作グループであったが、1971年9月、ハントの主導によりペンタゴン・ペーパーズを漏洩したダニエル・エルズバーグのかかっている精神科医院への侵入事件を起こした。ペンタゴン・ペーパーズはベトナム戦争反対の世論に寄与するものであったため、コルソンはエルズバーグの医療情報を暴露してその人格を落とすことが反戦運動への不信をもたらすものと期待していた。コルソンは侵入計画を組織したことは否定しているものの、FBI のエルズバーグに関する秘密ファイルを流出させたことは認めている

。
コルソンは1973年3月10日にホワイトハウスを辞してワシントンD.C.の法律事務所コルソン・アンド・シャピロのシニア・パートナーとして市井の法律業務を行う立場に戻った後

、1974年3月1日にウォーターゲートビル侵入事件の揉み消し工作に加担した疑いで起訴された

。

### 回心・逮捕・司法取引
逮捕を控えていた時、ビリー・グラハムの伝道集会で回心した友人で軍需生産大手のレイセオン社会長トマス・フィリップス (Thomas L. Phillips) から贈られたC・S・ルイスの『キリスト教の精髄』Mere Christianity を読み、これをきっかけに福音派のキリスト教徒となった。
コルソンの回想によれば、フィリップスはコルソンにイエス・キリストを受け入れた証しをし、コルソンのために祈った。その時「何かが私の中に流れ込んできた」のを感じたが、まだキリストを受け入れなかった。法曹であったコルソンはルイスが説く道徳律の普遍性・一貫性に神の存在を感得し、カトリックの妻と初めて神について話し合った

。コルソンはルイスの本の中心課題「イエス・キリストは神である」（「ヨハネによる福音書」10:10）に圧倒され、一週間後の1973年8月12日

メイン州の海辺で「主イエス様、あなたを信じます。あなたを受け入れます。どうか私の生涯にお入り下さい」という回心の祈りをして、キリスト者となった。コルソンはこの経験を回心の契機を与えたフィリップスに書き送り、その後政敵であったハロルド・ヒューズや軍備管理・国際安全保障担当国務次官のカーチス・タール (Curtis W. Tarr)

らと、「キリストにある兄弟」として親交を深めていった。
コルソンはこの年の12月、ホワイトハウスで定期的に持たれていた朝の祈祷会でヒューズに「コルソンを最も憎んでいた」と告白され、共に祈ったことを印象深いこととして記している。また、その日のホワイトハウスの記者会見で初めてコルソンがホワイトハウスで祈りを捧げていることが明かされ、報道関係者の驚きを呼んだ。このときダン・ラザーは、既に職を辞したコルソンが政権中枢でその種の行為を行うことの問題を指摘したが、報道官ジェリー・ウォレン (Jerry Warren) は問題視していないとの見解を示している

。これをきっかけに、メディアはコルソンの回心を大きく報じるようになり、『ニューズウィーク』誌、『タイム』誌や『ヴィレッジ・ヴォイス』をはじめとした各紙はこれを額面通りには受けとらず、コルソンが逮捕を前に罪状を軽減するために打った策であると批判している

。一方、コルソンの回想録によれば、UPI通信社が配信した記事を含め回心について好意的な報道をした記者も数名であるが存在していた

。
| 「                                               | 我々の中でも娑婆気の多さを自認している連中、例えばピート・ハミルやヴィレッジ・ヴォイス紙の記者などは（コルソンの回心を）大それたジョークとして扱かった。あたかもW・C・フィールズ[訳注：W. C. Fields、酒に溺れた厭世的な人物像で一世を風靡したコメディアン]が禁酒運動に加わったかの如くにである。彼らは目下第二幕を待っている。つまり事件が解決し、W・C・フィールズが再び乾杯し、コルソンが祖母の墓の上で柔軟体操を始めるのを待っているのである。 | 」 |
| —William Buckley, Washington Star, June 28, 1974 | |    |

弁護団の助言により、逮捕後のコルソンは初期から憲法修正第5条（黙秘権）に依拠して審問に対処していたが、真実に従順でありたいという希望と、無実と信ずる罪状での有罪判決を回避したいという望みの間で苦しむこととなった。そして祈りや相談の結果、コルソンは弁護団に対し、自らの容疑は認めないものの異なる罪状で有罪を認めるという提案を行なった

。この際、ウォーターゲート事件特別検察官レオン・ジャウォルスキー (Leon Jaworski) は、コルソンに対し同事件関連の軽罪について有罪を認めれば収監を免れるよう働きかけるとの取引を提案したが、コルソン自身はこれに応じず逆にジャウォルスキーに取引を提案した。これはウォーターゲート事件に直接関与した嫌疑ではなく、ペンタゴン・ペーパーズ漏洩事件の被告ダニエル・エルズバーグ (Daniel Ellsberg) の名誉毀損工作を試みた件について司法妨害での有罪を認めるというもので、さらに収監の回避は絶対条件ではないとした。ジャウォルスキーおよび判事ゲルハルト・ゲゼル (Gerhard Gesell ) との交渉の後、コルソンはエルズバーグの人物像を貶めて陪審の心証に影響を与えようとしたとする司法妨害について、有罪を認めた。ゲゼルはこれを受け、連邦法が許す最長期間の収監を判決とした。
ジャーナリストのカール・ローワン (Carl Rowan) はこの年の6月10日のコラムにおいて、この出来事は「判事がコルソンに対する罪状を退けることを発言していた折」のことであり、コルソンはニクソンに甚だしく不利な情報を暴露しようとしていたのではないかと憶測している

。この推理については、コラムニストのクラーク・モレンホフ (Clark R. Mollenhoff) も同様の見方をしており、モレンホフはコルソンが結果的に「重大な証人」となることを回避したことは、その回心の真正性に疑いを招くものであるとも指摘している

。1974年6月21日、コルソンは1年から3年の不定期刑および科料 5,000 ドルを課され

、これを受けてワシントンの法曹界から除名、ヴァージニア州およびマサチューセッツ州でも法曹資格が剥奪されるものと期待された。

。

### 服役
コルソンはアラバマ州マクスウェル刑務所で7ヶ月服役

、この間フォート・ホラバード駐屯地で複数回証言に立っている

。収監は1974年7月9日で1975年1月31日に早期釈放されており、これは判決を定めた判事ゲゼルが家族の事情を酌量したためである

。ゲゼルが釈放を命じた時点でコルソンは収監中のウォーターゲート関連被疑者の最後のグループになっており、彼以外にはジョージ・ゴードン・リディが残るのみとなっていた。エジル・クロー (Egil Krogh) はコルソン収監前に釈放、ジョン・ディーン、ジェブ・マグルーダー (Jeb Stuart Magruder) 、ハーバート・カームバック (Herbert W. Kalmbach) は1975年1月にジョン・J・シリカ 連邦判事によって釈放されていたためである

。なおゲゼルは釈放に際して「家族の事情」を明言していないが、コルソンの回想録によれば、これは最初の妻との息子のうち当時大学生であった1人が転売を目的にマリファナを購入した廉でサウスカロライナ州で逮捕されたことである（罪状は後に州によって取り下げられ、息子は大学に復学を許された。）

。
刑務所で過ごす間に、コルソンは服役囚への不公正な扱いや更生教育の至らなさを感じるようになり、また父親の葬儀で一時出所を許可された折、弁護士であった父親が刑務所の改革に関心を持っていたことを知り、囚人のための教役者組織をつくり司法制度改革のために行動することが、神の召命であるとの確信を深めるようになった。また獄中で大学生伝道体ナビゲーター (The Navigators) が発行するキリスト教叢書『弟子としての設計図』Design for Discipleship を渡され、これに導かれて「ヘブル書」2:16-18を繰り返し読むうちに三位一体の神が現実の存在となり、「聖霊に満たされる」という聖霊体験をしたと回想している

。

## 釈放後の活動

### プリズン・フェローシップとコルソンの主張
コルソンは釈放後プリズン・フェローシップを設立。彼が「閉じ込めと放置」("lock 'em and leave 'em") と呼ぶ倉庫業のような刑罰システムを蔑視し、アメリカ合衆国の服役囚更生と刑務所制度の改革を訴える活動を行った。エリザベス・モーガン (Elizabeth Morgan) の釈放運動や、信仰に基く (faith-based) 刑務所、すなわちそこへの収監を希望する囚人からなる刑務所の創設への活動を行った。著作による収入は全額プリズン・フェローシップの資金となった。また自身の回心と服役を主題として1975年に回想録 Born Again （翻訳『ボーン・アゲイン、ウォーターゲート後日物語』いのちのことば社）を刊行。1978年にはコルソン役にディーン・ジョーンズ、二番目の妻役にアンヌ・フランシス (Anne Francis)、本人役でハロルド・ヒューズ (Harold Hughes) などが出演した同名の映画に翻案された。
また多くのメディアを用いキリスト教福音派の世界観から時事問題を論じた。コルソンの視点は、福音派キリスト教を政治的保守として解釈した典型的なものである。例えば『クリスチャニティ・トゥディ』紙 Christianity Today のコラムでは同性結婚に反対し

、ダーウィニズムはキリスト教への攻撃に用いられていると主張している

。またインテリジェント・デザイン論を支持し

、ダーウィニズムは優生学に基く不妊の強制につながると述べている
。
またコルソンは「ポストモダニズム社会」への教会の応答である emerging church ムーヴメントに激しい批判を行ってきたことで知られ、文化の観点から見ればポストモダニズムはキリスト教の伝統とは相容れないものとしている。社会変化に対して福音派教会がとるべき応答について、ブライアン・マクラーレン (Brian McLaren) など emerging church の一派とされるポスト福音主義 (post-evangelicalism) の論者と議論を戦わせているが、一方では福音主義に基く環境保護を説くナンシー・スレース (Nancy Sleeth) の著作を支持、論争的な主題である "creation care" （アメリカ合衆国の福音派から派生した環境保護思想）に言及し、これに同調するなどしている。

## 病気と死
2012年3月30日、会議での発言中に病に倒れ、血のかたまりを取り除くための脳の手術を受けた。
2012年4月21日、脳出血による合併症のために死去。80歳没。

## 主な活動・受賞など
1980年代初頭
公教育における祈祷廃止を決定した1963年の裁判 (Murray v. Curlett) を提起したことで知られる無神論者マダリン・オヘア (Madalyn Murray O'Hair) と公開討議を行うため、NBC のデヴィッド・フロストの番組に招かれる。公教育に関しては後年、The Bible and Its Influence という、公立高校の文学コースにおける聖書教育プログラムの支援者となっている。
1982年から1995年
様々な大学から名誉博士号を授与される。
1990年
救世軍から The Others Award を授与される。
1991年4月4日
ハーヴァード・ビジネス・スクールの特別講演シリーズに招かれる。「倫理の問題について」と題した講演を行い、不変の倫理的基盤を欠く社会は永続することができないと述べる。
1993年
宗教関連で活躍した人物に贈られるテンプルトン賞を受賞。
1994年
キリスト教音楽の作曲家スティーヴン・カーティス・チャップマン (Steven Curtis Chapman) がコルソンをモデルとした楽曲 Heaven in the Real World を作曲。
1995年
カトリックの著名人ロバート・ノイハウス (Richard John Neuhaus) との共同編集による書籍 Evangelicals and Catholics Together: Toward a Common Mission (ISBN 0-8499-3860-0) を刊行、福音派に論争を呼ぶ。またこの年オリヴァー・ストーン監督の映画『ニクソン』が封切り。ケヴィン・ダンがコルソンを演じている。
1999年
ナンシー・ピアシー (Nancy Pearcey) との共著による How Now Shall We Live? を Tyndale House から刊行。同書は2000年のECPA クリスチャン・ブック・アワード (ECPA Christian Book Award) を受賞（文学賞受賞はその他に多数）。
2000年
フロリダ州知事ジェブ・ブッシュが、重罪関与により失効していたコルソンの諸権利を投票権を含めて回復。
2001年2月9日
キリスト教大学評議会 (Council for Christian Colleges and Universities) はフロリダ州で開催したキリスト教高等教育フォーラム (Forum on Christian Higher Education) にてコルソンにマーク・O・ハトフィールド・リーダーシップ・アワードを贈呈。1997年に創設された同賞は評議会の功労者である上院議員マーク・ハトフィールド (Mark Hatfield) を記念したもので、キリスト教高等教育における卓越したリーダーシップを発揮した個人に贈られる。
2002年10月3日
コルソンはジョージ・W・ブッシュ大統領宛ての書簡「ランド・レター」(Land letter) に連座して署名。この書簡は南部バプテスト連盟の〈倫理および宗教の自由委員会〉 (Ethics & Religious Liberty Commission) の委員長リチャード・D・ランドが起草したもので、2003年の正戦（Cf. 戦争哲学）としてのイラク先制攻撃について神学面での支援を表明するもの。コルソンを含めたアメリカ合衆国のキリスト教福音派指導者四名が署名した。
2003年6月18日
ジョージ・W・ブッシュ大統領の招きでホワイトハウスを訪問し、信仰に基く刑務所の試みである、テキサス・ジェスター刑務所 (Texas Jester II) におけるインナーチェンジ・プログラム (InnerChange) の研究成果を発表。研究者代表であるペンシルベニア大学のバイロン・ジョンソン博士 (Dr. Byron Johnson) およびプリズン・フェローシップのメンバー数名、インナーチェンジの出身者三名を伴って発表を行い、インナーチェンジ・プログラムでは 1,754 名の一般服役者サンプルと171名の被験者サンプルが比較した結果、2年以内の再犯率が一般服役者では20.3パーセントだったのに対しインナーチェンジプログラムでは8パーセントに留まったと報告。信仰に基くプログラム修了者では犯罪の常習性が約三分の二に抑制され、規律上の問題および自らの意思でプログラムを離脱した者および修了前に釈放された者については再逮捕・再収監率が他とほぼ同じであったと述べた。
2005年6月1日
マーク・フェルトがウォーターゲート事件のいわゆる「ディープ・スロート」であることが判明したとのニュースに関連してメディアに登場、フェルトの事件への関与を疑問視すると表明した。これは、第一に FBI 職員であったフェルトは政府の捜査情報の漏洩は連邦捜査局の基本的な原則に反するということを知悉していたはずであるという点、そして彼の人物評価に照らせば FBI 長官あるいはニクソン本人と直接対決するか、あるいはそれが不首尾であれば公職を辞すなどより明確な対応がなされたはず、との点に基いた見解である。この見解はディープ・スロートの正体を以前に知ることができた三名の人間の一人である『ワシントン・ポスト』紙編集長ベンジャミン・ブラッドリー (Benjamin C. Bradlee) の激しい非難を呼んだ。ブラッドレーは、コルソンとジョージ・ゴードン・リディのウォーターゲート事件での役割を考えてみれば、彼らが「世間に向かって公共のモラルを講じている」のには「当惑した」と述べ、「私が知る限りでは彼らはモラルを云々する立場にはない」と発言している。
2008年
同性結婚の禁止を謳うカリフォルニア州州民提案8号 (Proposition 8) の可決へ向けて運動。2008年12月5日の『ニューヨーク・タイムズ』紙に全面広告を掲載し、宗教組織と信者に対する暴力と脅迫に抗議する旨を述べて州民提案8号の可決を訴えた。広告文は「暴力と脅しは、その被害者が信者であれ、ゲイであれ、あるいは誰であっても常に誤りである」と述べており、提案8号を含めた「重要な道徳および法的問題について意見を異にする」との注記を付した上で12名の他宗教の宗教者および人権活動家が署名している。
この年、ジョージ・W・ブッシュ大統領から大統領メダル (Presidential Citizens Medal) を授与される。
2009年11月
超教派の宣言「マンハッタン宣言 キリスト者の良心の呼び掛け」に署名。宣言は福音派・カトリック教会・正教会の信者に向けて人間の生命の神聖・結婚の尊厳・良心と信仰の自由の擁護を訴え、人工妊娠中絶・同性結婚など信仰上の良心に反する行いを強要する法制度に同調しないよう呼びかけるもの。

## 主要な著作
以下はコルソンが執筆あるいは参加した著作の一部。
| 刊行年 | 書名 | 出版社               | ISBN               |
| 1975   | Born Again （湖浜馨訳『ボーン・アゲイン ウォーターゲート後日物語』いのちのことば社 1979）                    | Chosen Books         | ISBN 0-8007-9377-3 |
| 1979   | Life Sentence                                                                                                | Chosen Books         | ISBN 0-8007-8668-8 |
| 1983   | Loving God                                                                                                   | HarperPaperbacks     | ISBN 0-310-47030-7 |
| 1987   | Kingdoms in Conflict （共著：Ellen Santilli Vaughn）                                                         | William Morrow & Co  | ISBN 0-688-07349-2 |
| 1989   | Against the Night: Living in the New Dark Ages （共著：Ellen Santilli Vaughn）                               | Servant Publications | ISBN 0-89283-309-2 |
| 1991   | Why America Doesn't Work （共著：Jack Eckerd）                                                               | Word Publishing      | ISBN 0-8499-0873-6 |
| 1993   | The Body: Being Light in Darkness （共著：Ellen Santilli Vaughn）                                            | Word Books           | ISBN 0-85009-603-0 |
| 1993   | A Dance with Deception: Revealing the truth behind the headlines                                             | Word Publishing      | ISBN 0-8499-1057-9 |
| 1995   | Evangelicals and Catholics Together: Toward a Common Mission （共編：Richard John Neuhaus）                  | Thomas Nelson        | ISBN 0-8499-3860-0 |
| 1998   | Burden of Truth: Defending the Truth in an Age of Unbelief                                                   | Tyndale House        | ISBN 0-8423-3475-0 |
| 1999   | How Now Shall We Live （共著：Nancy Pearcey, Harold Fickett）                                                | Tyndale House        | ISBN 0-8423-1808-9 |
| 2001   | Justice That Restores                                                                                        | Tyndale House        | ISBN 0-8423-5245-7 |
| 2004   | The Design Revolution: Answering the Toughest Questions About Intelligent Design（共著：William A. Dembski） | Inter Varsity Press  | ISBN 0-8308-2375-1 |
| 2003   | Being The Body （共著：Ellen Vaughn）                                                                        | Thomas Nelson        | ISBN 0-8499-1752-2 |
| 2005   | The Good Life （共著：Harold Fickett）                                                                       | Tyndale House        | ISBN 0-8423-7749-2 |
| 2008   | The Faith （共著：Harold Fickett）                                                                           | Zondervan            | ISBN 0310276039    |

（上記の ISBN は旧作の復刊時に付されたものを含む）